# 郭元昭
郭元昭（？—？），山东阳信人，是一名清朝政治人物。
郭元昭曾于1809年接替苏佚名任上海县知县一职，1810年由王大同接任。